# Список глав Кот-д’Ивуара
Список глав Кот-д’Ивуара включает лиц, являвшихся таковыми в Кот-д’Ивуаре. В списке принято выделение периодов в соответствии с принятым в историографии порядком по времени действия конституций (по аналогии с выделением периодов истории Французской Республики):
- Первая республика (фр. La 1re république) — Конституция 26 марта 1959 года[фр.] (подтверждена 3 ноября 1960 года)[1];
- Вторая республика (фр. La 2e république) — Конституция 1 августа 2000 года[фр.][2];
- Третья республика (фр. La 3e république) — Конституция 8 ноября 2016 года[фр.][3][4].

В настоящее государство возглавляет Президент Республики Кот-д’Ивуар (фр. Président de la République de Côte d'Ivoire). До 12 октября 1985 года в русском языке использовалось наименование страны Республика Берег Слоновой Кости, являвшееся переводом с французского языка. Позже по требованию ивуарийцев стало использоваться современное русское название страны, являющееся транслитерацией. Помимо президентов, показаны руководитель высшего государственного органа, сформированного вооружёнными силами, а также действующие одновременно главы государства периода политического кризиса 2010—2011 годов.
Применённая в первом столбце таблиц нумерация является условной. Также условным является использование в первых столбцах цветовой заливки, служащей для упрощения восприятия принадлежности лиц к различным политическим силам без необходимости обращения к столбцу, отражающему партийную принадлежность. Также отражён различный характер полномочий главы государства (например, единый срок нахождения во главе государства Феликса Уфуэ-Буаньи в 1960—1993 годах разделён на периоды, когда он являлся возглавившим государство премьер-министром и период, когда он осуществлял полномочия президента). В столбце «Выборы» отражены состоявшиеся выборные процедуры или иные основания, по которым лицо стало главой правительства. Наряду с партийной принадлежностью, в столбце «Партия» также отражён внепартийный (независимый) статус персоналий или принадлежность к вооружённым силам, если они играли самостоятельную политическую роль.

## Первая республика (1960—2000)
После провозглашения независимости Кот-д’Ивуара 7 августа 1960 года главой государства (фр. Chef d'état) стал действующий премьер-министр Феликс Уфуэ-Буаньи, основатель единственной в стране Демократической партии Кот-д’Ивуара — Африканского демократического собрания. Однопартийная система была закреплена в конституции, утверждённой 26 марта 1959 года Территориальной ассамблеей Автономной Республики Кот-д’Ивуар, и подтверждённой законом, обнародованным Национальным собранием независимого Кот-д’Ивуара 4 ноября 1960 года. После победы на прошедших 27 ноября безальтернативных выборах, Уфуэ-Буаньи принял президентскую присягу 7 декабря. В последующем он еще 6 раз переизбирался на 5-летний президентский срок. 21 марта 1983 года президент перенёс столицу из Абиджана в свой родной город Ямусукро. Доминирование Демократической партии сохранилось и после легализации других партий — после смерти выигравшего 28 октября 1990 года первые многопартийные выборы Ф. Уфуэ-Буаньи ставший его преемником председатель Национального собрания Анри Бедье одержал безоговорочную победу на следующих выборах, состоявшихся 22 октября 1995 года. 24 декабря 1999 года в результате военного переворота А. Бедье был отстранён от власти. На следующий день был сформирован Национальный комитет общественного спасения (фр. Président du Comité national de salut public), который возглавил бывший начальник штаба национальной армии отставной бригадный генерал Робер Геи. 4 января 2000 года он в качестве президента, не связанного ни с одной из политических сил, сформировал кабинет с участием представителей оппозиции. 23—24 июля прошёл референдум, на котором была принята новая конституция, вступившая в силу 1 августа 2000 года, что завершило период Первой республики в Кот-д’Ивуаре.
|           | Портрет        | Имя (годы жизни)                                                                            | Полномочия      | Полномочия      | Партия                                                                     | Выборы                  | Должность                                                                                                | Пр.                  |
| Начало    | Портрет        | Имя (годы жизни)                                                                            | Окончание       |                 | Партия                                                                     | Выборы                  | Должность                                                                                                | Пр.                  |
| --------- | -------------- | ------------------------------------------------------------------------------------------- | --------------- | --------------- | -------------------------------------------------------------------------- | ----------------------- | --- | -------------------- |
| —         |                | Феликс Уфуэ-Буаньи (1905—1993) фр. Félix Houphouët-Boigny урожд. Диа Уфуэ фр. Dia Houphouët | 7 августа 1960  | 7 декабря 1960  | Демократическая партия Кот-д’Ивуара — Африканское демократическое собрание | [ комм. 1 ]             | премьер-министр и глава государства фр. Premiers ministres et Chef d'état                                | [ 11 ] [ 12 ] [ 13 ] |
| 1 (I—VII) | 7 декабря 1960 | Феликс Уфуэ-Буаньи (1905—1993) фр. Félix Houphouët-Boigny урожд. Диа Уфуэ фр. Dia Houphouët | 7 декабря 1993  | 1960            | Демократическая партия Кот-д’Ивуара — Африканское демократическое собрание | президент фр. Président | | [ 11 ] [ 12 ] [ 13 ] |
| 1 (I—VII) | 7 декабря 1960 | Феликс Уфуэ-Буаньи (1905—1993) фр. Félix Houphouët-Boigny урожд. Диа Уфуэ фр. Dia Houphouët | 7 декабря 1993  | 1965            | Демократическая партия Кот-д’Ивуара — Африканское демократическое собрание | президент фр. Président | | [ 11 ] [ 12 ] [ 13 ] |
| 1 (I—VII) | 7 декабря 1960 | Феликс Уфуэ-Буаньи (1905—1993) фр. Félix Houphouët-Boigny урожд. Диа Уфуэ фр. Dia Houphouët | 7 декабря 1993  | 1970            | Демократическая партия Кот-д’Ивуара — Африканское демократическое собрание | президент фр. Président | | [ 11 ] [ 12 ] [ 13 ] |
| 1 (I—VII) | 7 декабря 1960 | Феликс Уфуэ-Буаньи (1905—1993) фр. Félix Houphouët-Boigny урожд. Диа Уфуэ фр. Dia Houphouët | 7 декабря 1993  | 1975            | Демократическая партия Кот-д’Ивуара — Африканское демократическое собрание | президент фр. Président | | [ 11 ] [ 12 ] [ 13 ] |
| 1 (I—VII) | 7 декабря 1960 | Феликс Уфуэ-Буаньи (1905—1993) фр. Félix Houphouët-Boigny урожд. Диа Уфуэ фр. Dia Houphouët | 7 декабря 1993  | 1980            | Демократическая партия Кот-д’Ивуара — Африканское демократическое собрание | президент фр. Président | | [ 11 ] [ 12 ] [ 13 ] |
| 1 (I—VII) | 7 декабря 1960 | Феликс Уфуэ-Буаньи (1905—1993) фр. Félix Houphouët-Boigny урожд. Диа Уфуэ фр. Dia Houphouët | 7 декабря 1993  | 1985            | Демократическая партия Кот-д’Ивуара — Африканское демократическое собрание | президент фр. Président | | [ 11 ] [ 12 ] [ 13 ] |
| 1 (I—VII) | 7 декабря 1960 | Феликс Уфуэ-Буаньи (1905—1993) фр. Félix Houphouët-Boigny урожд. Диа Уфуэ фр. Dia Houphouët | 7 декабря 1993  | 1990            | Демократическая партия Кот-д’Ивуара — Африканское демократическое собрание | президент фр. Président | | [ 11 ] [ 12 ] [ 13 ] |
| 2 (I—II)  |                | Эме-Анри-Конан Бедье (1934—2023) фр. Aimé Henri Konan Bédié                                 | 7 декабря 1993  | 24 декабря 1999 | Демократическая партия Кот-д’Ивуара — Африканское демократическое собрание | президент фр. Président | [ комм. 4 ]                                                                                              | [ 14 ] [ 15 ] [ 16 ] |
| 2 (I—II)  | 1995           | Эме-Анри-Конан Бедье (1934—2023) фр. Aimé Henri Konan Bédié                                 | 7 декабря 1993  | 24 декабря 1999 | Демократическая партия Кот-д’Ивуара — Африканское демократическое собрание | президент фр. Président | | [ 14 ] [ 15 ] [ 16 ] |
| 3 (I—II)  |                | бригадный генерал (в отставке) Робер Геи (1941—2002) фр. Robert Guéï                        | 25 декабря 1999 | 4 января 2000   | армия                                                                      | [ комм. 5 ]             | президент Национального комитета общественного спасения фр. Président du Comité national de salut public | [ 17 ] [ 18 ] [ 19 ] |
|           | 4 января 2000  | бригадный генерал (в отставке) Робер Геи (1941—2002) фр. Robert Guéï                        | 1 августа 2000  | независимый     | [ комм. 7 ]                                                                | президент фр. Président | | [ 17 ] [ 18 ] [ 19 ] |

## Вторая республика (2000—2016)

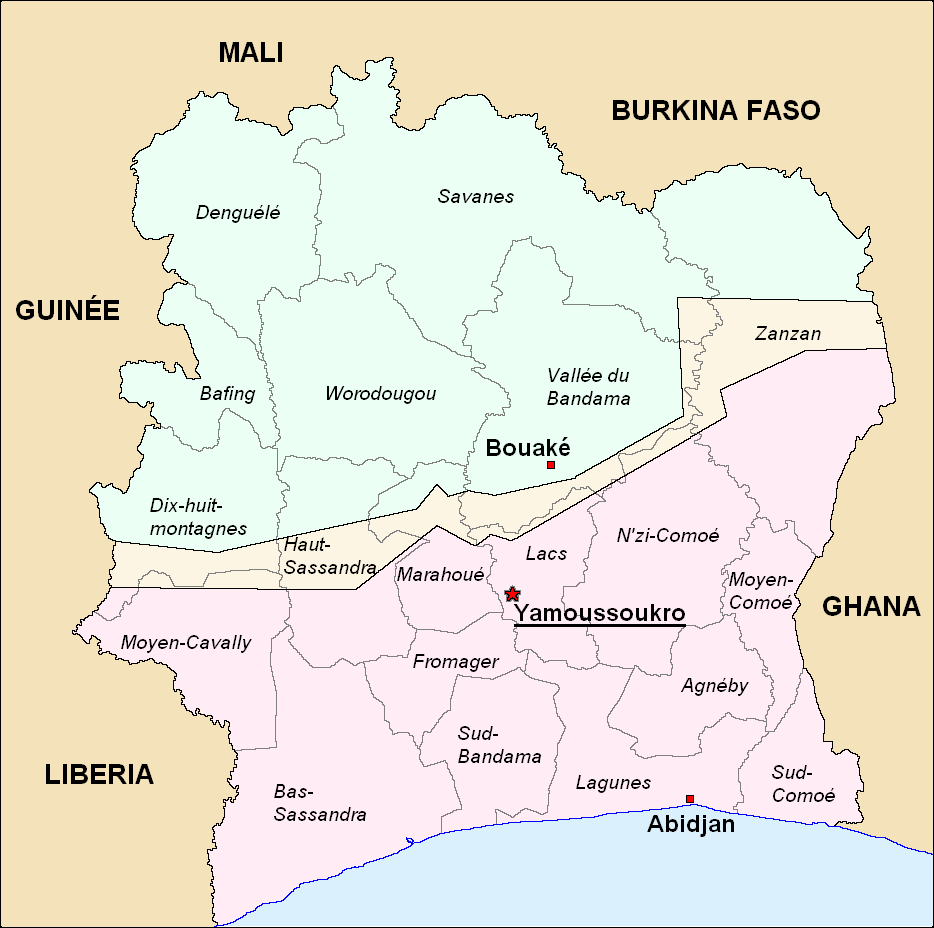
Зоны контроля правительства и повстанцев, с буферной зоной, ликвидированной в 2007 г.

После государственного переворота бывший начальник штаба национальной армии отставной бригадный генерал Робер Геи 4 января 2000 года в качестве президента, не связанного ни с одной из политических сил, сформировал кабинет с участием представителей оппозиции. 23—24 июля прошёл референдум, на котором была принята новая конституция, вступившая в силу {{датаСобытия|1|8|2000 года, что стало началом периода Второй республики в Кот-д’Ивуаре. Одной из её новаций являлось требование, чтобы оба родителя кандидата в президенты страны были ивуарийцами по рождению, а сам кандидат проживал на её территории не менее 5 последних лет. Это не позволило участвовать в выборах, проведённых 22 октября, лидеру Объединения республиканцев Алассану Уаттаре, и стало катализатором внутриполитического конфликта. Победу на выборах одержал лидер Ивуарийского народного фронта Лоран Гбагбо. 19 сентября 2000 года после восстания уволенных по подозрению в нелояльности солдат началась гражданская война, в ходе которой под контроль мятежников перешло до 2/3 территории страны (в северной части). Кроме внутриполитических противников, в конфликте участвовали французские экспедиционные силы, войска стран ЭКОВАС, миротворческий контингент ООН (27 февраля 2004 года организованный в силы UNOCI).
В сентябре Генеральный секретарь ООН Кофи Аннан заявил, что запланированные на 30 октября 2005 года президентские выборы не могут быть проведены в срок. 11 октября 2005 года альянс оппозиционных партий призвал ООН отклонить предложение Африканского союза о сохранении полномочий Гбагбо ещё на 1 год после окончания его мандата, однако Совет Безопасности ООН одобрил это решение. 4 марта 2007 года президент Гбагбо подписал соглашение о прекращении конфликта с лидером военно-политической коалиции «Новые силы Кот-д’Ивуара» Гийомом Соро, который сформировал новое правительство. Несмотря на ликвидацию к 22 декабря 2007 года буферной зоны, про-президентские силы не смогли восстановить контроль над севером страны. Новые выборы состоялись только в 2010 году: 31 октября — 1 тур, 28 ноября — 2 тур, результаты которого стали причиной нового военно-политического кризиса. Независимая избирательная комиссия (НИК) не смогла подсчитать результаты голосования к крайнему сроку (2 декабря), однако объявила предварительные результаты и признала победителем оппозиционного кандидата Уаттару, что привело к беспорядкам и закрытию границ страны. 4 декабря Конституционный совет отменил решение НИК и объявил победителем Л. Гбагбо. Уаттара получил международную поддержку, представляемые им силы оппозиции возобновили боевые действия и 30 марта 2011 года заняли столицу Ямусукро. 11 апреля в ходе боёв в экономическом центре страны Абиджане французский спецназ арестовал Гбагбо в его резиденции. 6 мая Уаттара принёс президентскую присягу. На выборах, состоявшихся 25 октября 2015 года, он победил в качестве кандидата коалиции «Объединение уфуэтистов за демократию и мир». На прошедшем 30 октября 2016 года референдуме была одобрена новая конституция, вступившая в силу 8 ноября, что завершило период Второй республики в Кот-д’Ивуаре.
|          | Портрет | Имя (годы жизни)                                                     | Полномочия                                                        | Полномочия      | Партия                     | Выборы      | Пр.                         |
| Начало   | Портрет | Имя (годы жизни)                                                     | Окончание                                                         |                 | Партия                     | Выборы      | Пр.                         |
| -------- | ------- | -------------------------------------------------------------------- | ----------------------------------------------------------------- | --------------- | -------------------------- | ----------- | --------------------------- |
| 3 (II)   |         | бригадный генерал (в отставке) Робер Геи (1941—2002) фр. Robert Guéï | 1 августа 2000                                                    | 26 октября 2000 | независимый                | [ комм. 8 ] | [ 17 ] [ 18 ] [ 19 ]        |
| 4        |         | Лоран-Куду Гбагбо (1945—) фр. Laurent Koudou Gbagbo                  | 26 октября 2000                                                   | 11 апреля 2011  | Ивуарийский народный фронт | 2000        | [ 24 ] [ 25 ] [ 26 ]        |
| 5 (I—II) |         | Алассан-Драман Уаттара (1942—) фр. Alassane Dramane Ouattara         | 4 декабря 2010 (объявлен президентом) 6 мая 2011 (принял присягу) | 8 ноября 2016   | Объединение республиканцев | 2010        | [ 27 ] [ 28 ] [ 29 ] [ 30 ] |
| 5 (I—II) | 2015    | Алассан-Драман Уаттара (1942—) фр. Alassane Dramane Ouattara         | 4 декабря 2010 (объявлен президентом) 6 мая 2011 (принял присягу) | 8 ноября 2016   | Объединение республиканцев |             | [ 27 ] [ 28 ] [ 29 ] [ 30 ] |

## Третья республика (с 2016)
На прошедшем 30 октября 2016 года референдуме была одобрена новая конституция, вступившая в силу 8 ноября, что стало началом периода Третьей республики в Кот-д’Ивуаре.
|            | Портрет                                    | Имя (годы жизни)                                             | Полномочия    | Полномочия  | Партия                     | Выборы       | Пр.                         |
| Начало     | Портрет                                    | Имя (годы жизни)                                             | Окончание     |             | Партия                     | Выборы       | Пр.                         |
| ---------- | ------------------------------------------ | ------------------------------------------------------------ | ------------- | ----------- | -------------------------- | ------------ | --------------------------- |
| 5 (II—III) |                                            | Алассан-Драман Уаттара (1942—) фр. Alassane Dramane Ouattara | 8 ноября 2016 | действующий | Объединение республиканцев | [ комм. 11 ] | [ 27 ] [ 28 ] [ 29 ] [ 30 ] |
| 5 (II—III) | Объединение уфуэтистов за демократию и мир | Алассан-Драман Уаттара (1942—) фр. Alassane Dramane Ouattara | 8 ноября 2016 | действующий |                            | [ комм. 11 ] | [ 27 ] [ 28 ] [ 29 ] [ 30 ] |
| 5 (II—III) | 2020                                       | Алассан-Драман Уаттара (1942—) фр. Alassane Dramane Ouattara | 8 ноября 2016 | действующий |                            |              | [ 27 ] [ 28 ] [ 29 ] [ 30 ] |